# Owl Trench Cemetery
Le Owl Trench Cemetery (cimetière militaire de la tranchée de la chouette) est un cimetière militaire de la Première Guerre mondiale, situé sur le territoire de la commune d' Hébuterne, dans le département du Pas-de-Calais, au sud d'Arras.

## Localisation
Ce cimetière est situé à 2 km à l'est  du village, le long de la D 6 qui relie Gommecourt à Puisieux. Un autre cimetière britannique le Rossignol Wood Cemetery est situé à 200 m à l'ouest, du même côté de la route.

## Histoire

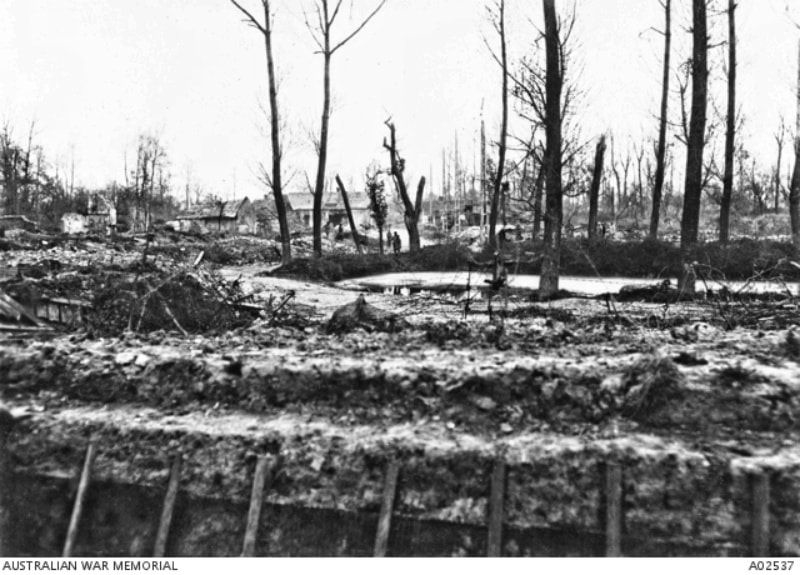
Les ruines du village en mai 1918.

Le village d'Hebuterne resta aux mains des Alliés de 1915 jusqu'à l'avancée de l'offensive allemande de mars 1918  où une partie dut être abandonnée. La partie est de la commune resta aux mains des Allemands jusqu'en février 1917.
"Owl Trench" (Tranchée de la chouette) était une tranchée transversale allemande avant Rossignol Wood, attaquée par la 4e brigade de fusiliers néo-zélandais le 15 juillet 1918 et dégagée par le 1er régiment d'Auckland cinq jours plus tard. 
Le cimetière contient cependant les tombes de soldats britanniques tombés le 27 février 1917, lors d'une attaque contre l'arrière-garde allemande par la 31e division. Le cimetière comporte 53 sépultures de la Première Guerre mondiale. La partie gauche du cimetière est une fosse commune pour 46 soldats, dont 43 appartenaient au 16e West Yorkshire Regiment. Dix sépultures du cimetière ne sont pas identifiées.

## Caractéristiques
Ce cimetière a un plan rectangulaire de 20 m sur 10 et est clos par un muret de moellons de silex.

## Sépultures
| Pays        | Sépultures |
| ----------- | ---------- |
| Royaume-Uni | 53         |

## Galerie

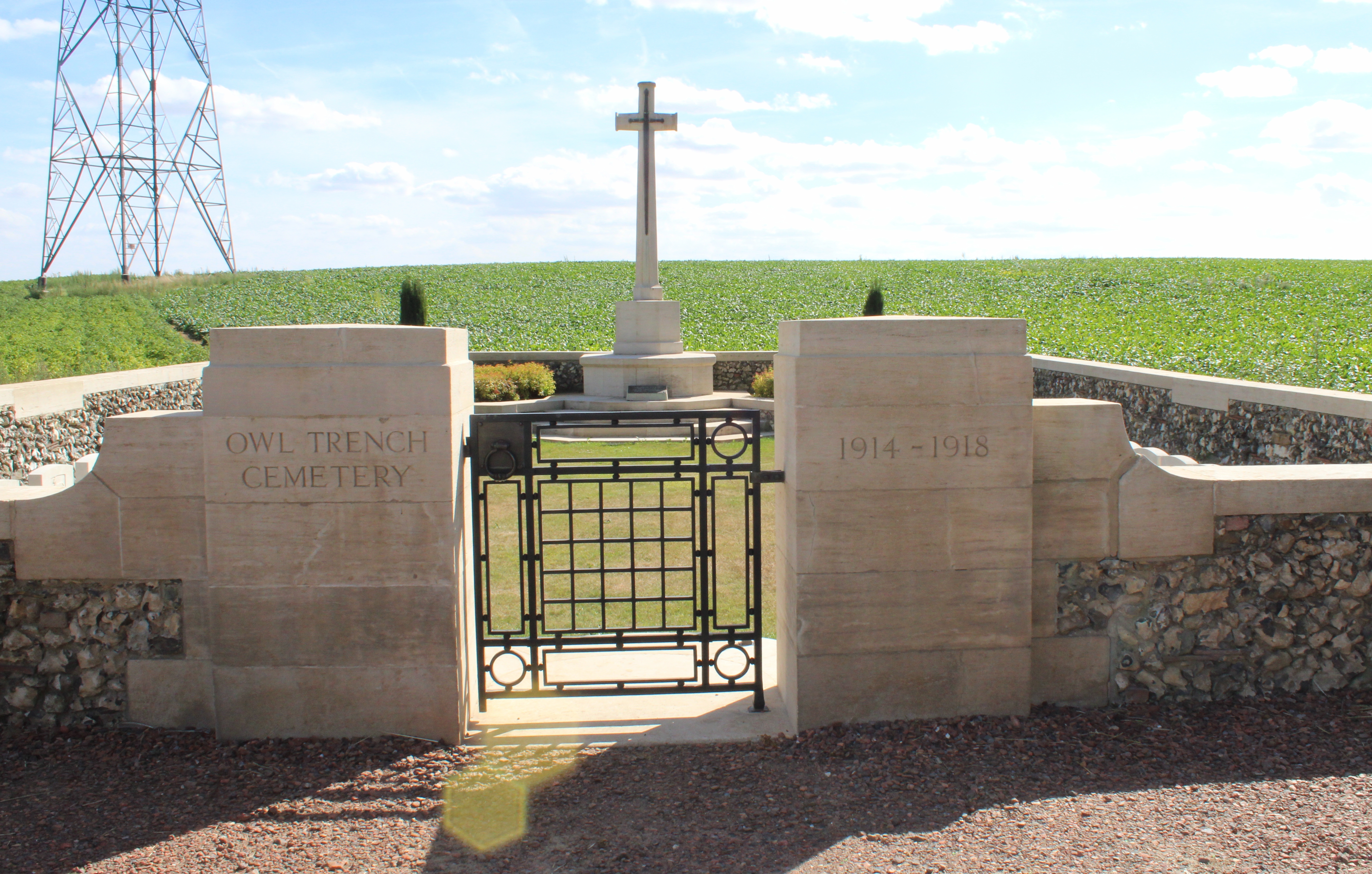
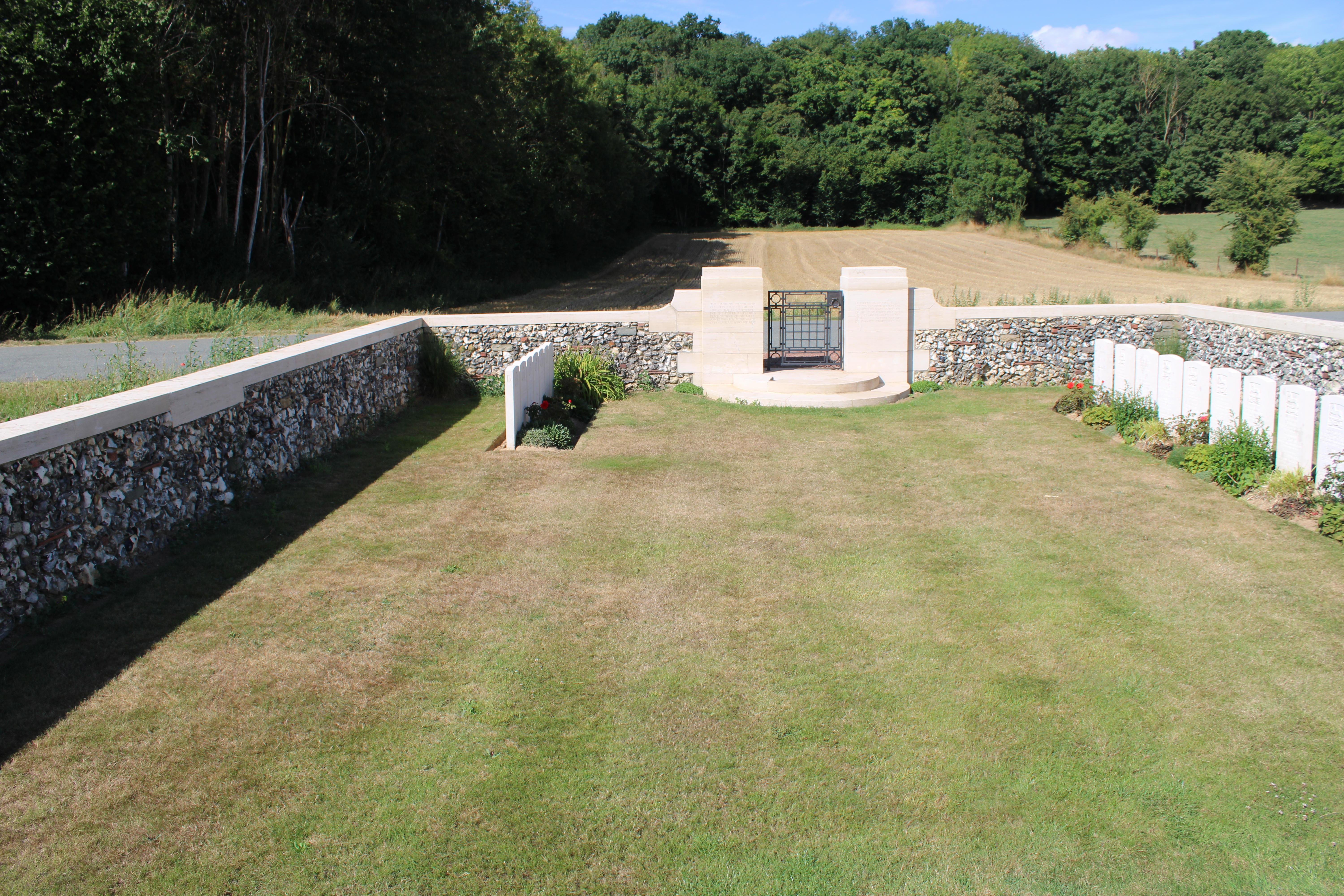
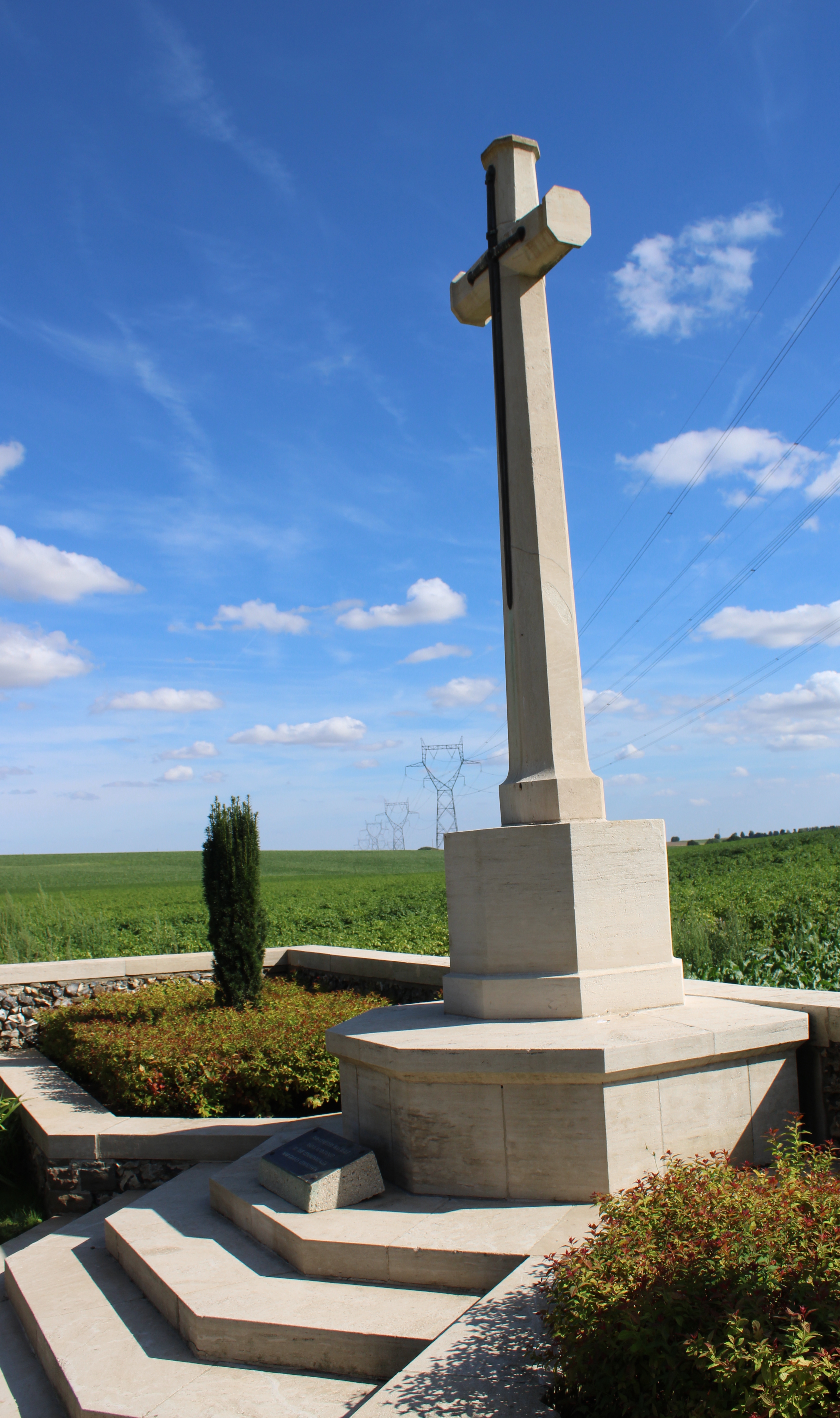
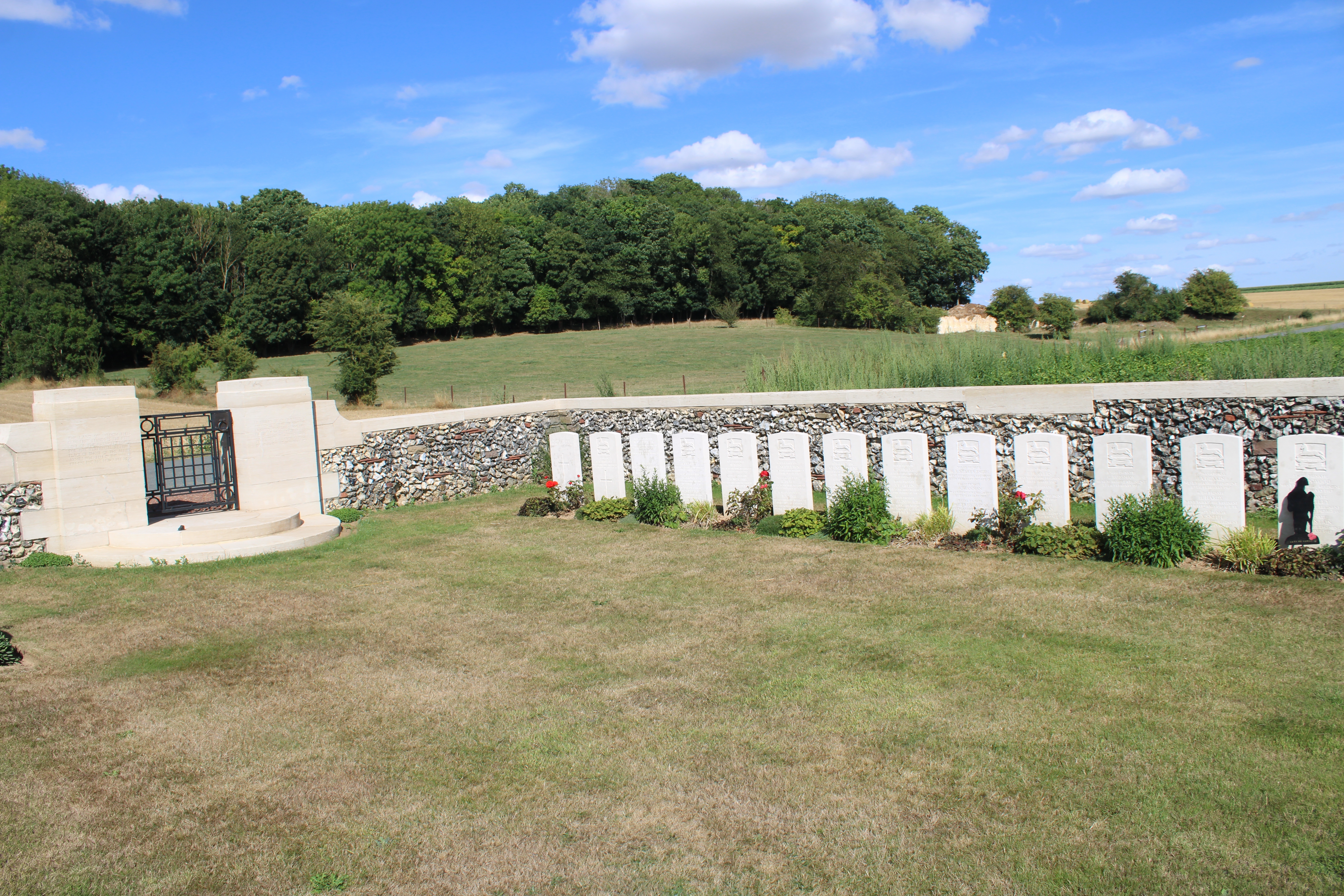
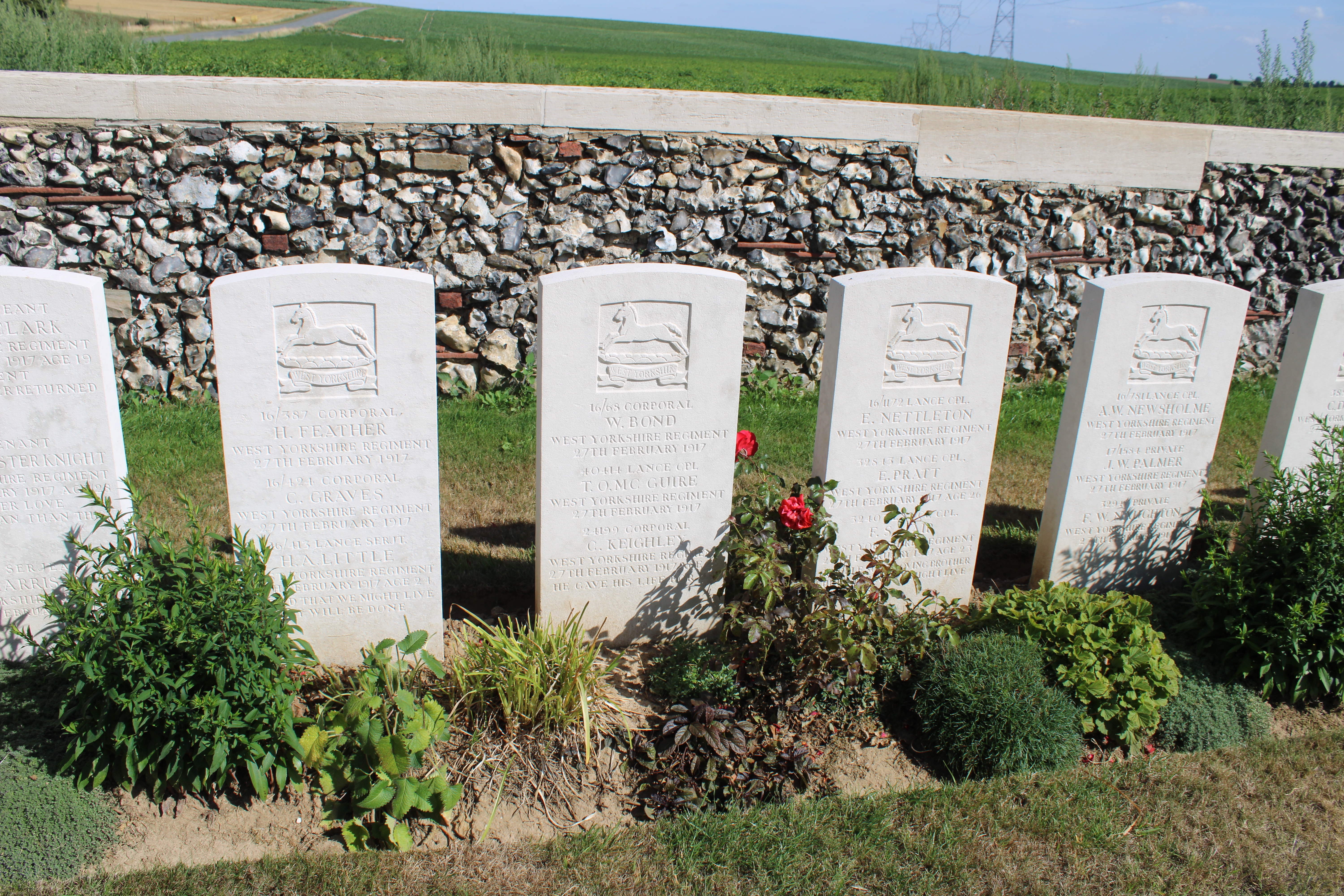
Les tombes de soldats du West Yorkshire Regiment, tous tombés lors de l'attaque du 27 février 1917.

## Pour approfondir